# Basilica di Nostra Signora di Luogosanto
La basilica di Nostra Signora di Luogosanto è un edificio religioso situato nel paese di Luogosanto, provincia di Sassari. È dedicata a Maria bambina.

## Storia e descrizione
La chiesa, con impianto a tre navate, fu edificata nel XIII secolo da alcuni frati francescani in seguito ad un'apparizione della Madonna che indicava loro il luogo dove si trovavano le reliquie dei santi Trano e Nicola, e fu interamente ricostruita nel XVIII secolo.
Nella navata sinistra si trova una statua lignea del XVIII secolo raffigurante la Vergine, che secondo una leggenda venne ritrovata su di una spiaggia di Arzachena.
Nel 1227, per volere del papa Onorio III, la chiesa venne elevata alla dignità di basilica minore e dotata della porta santa, che viene aperta una volta ogni sette anni per un intero anno. Si tratta di una porta, posta sul lato sinistro della facciata, che un tempo era murata. Negli anni '70 lo scultore Luca Luchetti scolpì una vera e propria porta bronzea nella quale sono presenti tre riquadri che narrano la storia della chiesa.
La porta santa viene aperta l'8 settembre, festa della Natività di Maria.
La basilica è meta, ogni anno, di due pellegrinaggi: il primo, che si svolge a fine maggio, è riservato soprattutto alle persone malate; il secondo, invece, parte da Calangianus, un paese ad una ventina di chilometri di distanza, e si svolge interamente a piedi e di notte ai primi di giugno. Entrambi terminano con la celebrazione eucaristica presieduta dal vescovo della diocesi.